# Juan Jorge de Sajonia-Weissenfels
Juan Jorge, duque de Sajonia-Weissenfels (Halle, 13 de julio de 1677 - Weissenfels, 16 de marzo de 1712) fue un duque de Sajonia-Weissenfels-Querfurt y miembro de la Casa de Wettin.
Era el tercer hijo y el primero de los supervivientes de Juan Adolfo I, duque de Sajonia-Weissenfels, de su primera esposa, Juana Magdalena de Sajonia-Altenburgo.

## Gobierno del ducado
Juan Jorge sucedió a su padre en el ducado de Sajonia-Weissenfels a su muerte el 24 de mayo de 1697. Debido a que aún era un menor, el elector Federico Augusto I de Sajonia asumió la regencia brevemente. 
Como sus dos predecesores, Juan Jorge estaba interesado en desarrollar una flotilla, pero también fue un gran mecenas de las artes y las ciencias. Bajo su gobierno, Weissenfels se convirtió en el centro cultural y económico en la Alemania central junto con Dresde.
Para mantener el orden durante las celebraciones cívias, Juan Jorge creó el establecimiento de las Compañías Cívicas (Bürgerkompanien), en las que los habitantes varones estaban obligados a prestar servicio.
Imitando las decoraciones concedidas por la Sociedad Fructífera (de la que su abuelo era el jefe) Juan Jorge creó el 24 de junio de 1704 una medalla ensalzando las virtudes caballerescas "De la noble pasión" con el lema "J’aime l’honneur, qui vient par la vertu" (en español, "Amo el honor que procede de la virtud"). Los estatutos de la orden, que el duque escribió tanto en alemán como en francés, exigían una vida irreprochable y un nacimiento noble para ser admitido. 
Durante la Gran Guerra del Norte, Weissenfels fue ocupada por tropas suecas desde 1706 hasta 1707.
Debido a que murió sin descendencia masculina que le sobreviviera, a Juan Jorge lo sucedió su hermano Cristián.

## Matrimonio y descendencia
En Jena el 7 de enero de 1698, Juan Jorge se casó con Federica Isabel de Sajonia-Eisenach. Tuvieron siete hijos:
1. Federica (n. Weissenfels, 4 de agosto de 1701 - m. Weissenfels, 28 de febrero de 1706).
2. Juan Jorge, príncipe heredero de Sajonia-Weissenfels (n. Weissenfels, 20 de octubre de 1702 - m. Weissenfels, 5 de marzo de 1703).
3. Juanita Guillermina (n. Weissenfels, 31 de mayo de 1704 - m. Weissenfels, 9 de julio de 1704).
4. Juanita Amalia (n. Weissenfels, 8 de septiembre de 1705 - m. Weissenfels, 7 de febrero de 1706).
5. Hijo nonato (1706).
6. Juana Magdalena (n. Weissenfels, 17 de marzo de 1708 - m. Leipzig, 25 de enero de 1760), se casó el 5 de enero de 1730 con Fernando Kettler, duque de Curlandia y Semigalia.
7. Federica Amalia (n. Weissenfels, 1 de marzo de 1712 - m. Weissenfels, 31 de enero de 1714).